# Atra-hasis

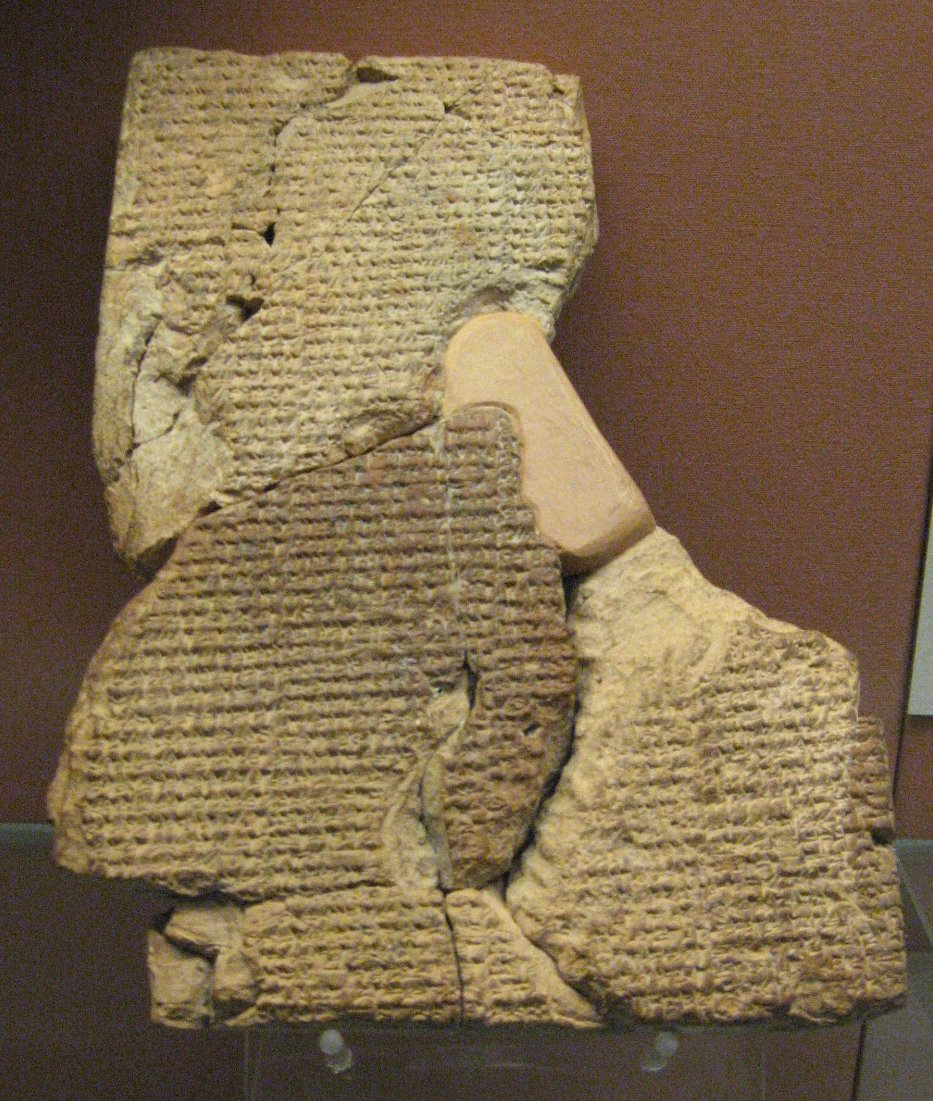
jedna z tabliczek z „Eposem o Atra-hasisie”; zbiory British Museum

Atra-hasis (akad. atra-hasis, tłum. „Bardzo Mądry”) – postać występująca w akadyjskim Eposie o Atra-hasisie (ok. 1800 r. p.n.e.), król miasta Szuruppak, ocalony z potopu przez boga Enki. Odpowiednik Ziusudry z sumeryjskiej opowieści o potopie, Utnapisztima z akadyjskiego Eposu o Gilgameszu, Ksisutrosa z dzieła Babyloniaka Berossosa i biblijnej postaci Noego. 
Według Eposu o Atra-hasisie rasa ludzka została stworzona po to, aby służyć bogom i uwolnić ich od pracy. Jednak hałas, jaki czynili ludzie, zaczął bogom przeszkadzać. Bóg Enlil postanowił więc zmniejszyć  liczbę ludzi zsyłając na nich kolejne plagi. W końcu Enlil rozkazał bogom zesłać potop, aby zetrzeć rasę ludzi z powierzchni ziemi i związał innych bogów przysięgą dotrzymania sekretu. Enki uciekł się do podstępu i ostrzegł oddanego mu króla Szuruppak Atra-hasisa o nadciągającym kataklizmie. Atra-hasis zbudował łódź, w której wraz z rodziną i kilkoma przyjaciółmi schronił się w chwili rozpoczęcia potopu. Wszyscy inni ludzie zginęli podczas powodzi i bogowie rychło zatęsknili za korzyściami płynącymi z ich pracy. Po siedmiu dniach potop ustąpił i Atra-hasis wyszedł na ląd, by złożyć bogom ofiarę. Enlil rozgniewał się, że Atra-hasis przeżył, ale w końcu pozwolił, aby ludzka cywilizacja nadal trwała. Atra-hasis został obdarowany nieśmiertelnością i miejscem wśród bogów.